# Plannen van Leopold II voor een aanval op Nederland

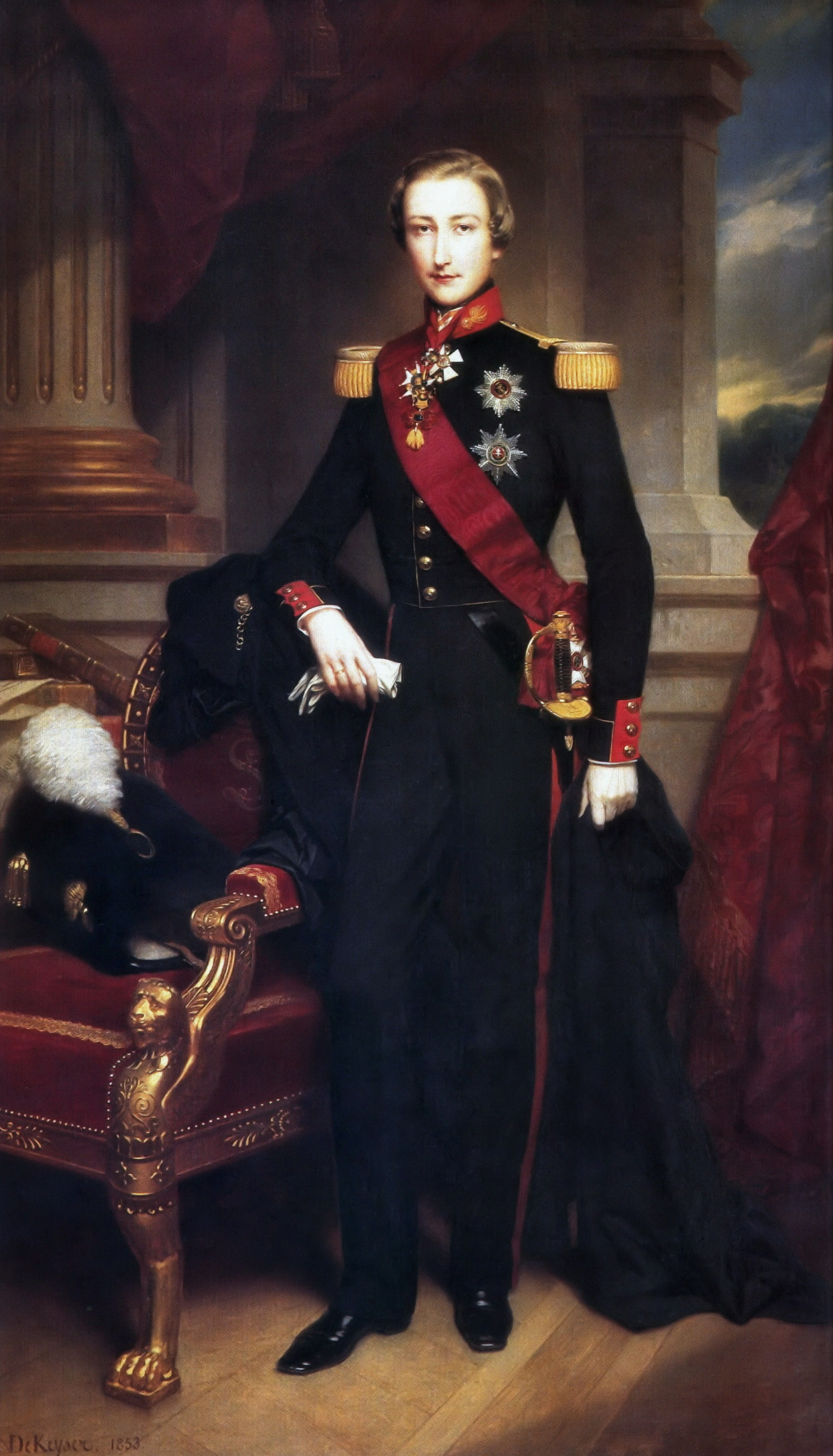
Prins Leopold, Hertog van Brabant. Schilderij van Nicaise De Keyser, 1853, olieverf op doek, Erevestibule van het Koninklijk Paleis van Brussel.

De plannen van Leopold II voor een aanval op Nederland waren de vergevorderde voorbereidingen van de Belgische kroonprins Leopold, de latere koning Leopold II, om Nederland aan te vallen.

## Achtergrond
De Vlaamse journalist Kris Clerckx onderzocht documenten uit het huisarchief van de koning waaruit bleek dat kroonprins Leopold II vergevorderde plannen had om Nederland binnen te vallen. Hij wilde op deze wijze toegang krijgen tot de Nederlandse koloniën. Eerder had hij verschillende kolonisatiepogingen ondernomen, zoals bijvoorbeeld Borneo, zij het telkens zonder succes. Bovendien vond hij, net als zijn vader, dat Zeeuws-Vlaanderen, Noord-Brabant, Nederlands-Limburg en het groothertogdom Luxemburg tot België dienden te behoren.

## Spionagemissie
In 1854 reisde een uitgebreide Belgische spionagemissie af naar Nederland. Zij keerden terug met schetsen van alle belangrijke Nederlandse vestingen en meldden de kroonprins dat het Nederlandse leger veel zwakker en kleiner was dan het Belgische. Bovendien werd er veel minder in geïnvesteerd, waarbij een deel van het geld ook nog opging aan de marine. Deze speelde voor België geen rol van betekenis, aangezien die bij een invasie over land nutteloos zou zijn geweest. Wel had Nederland sterke verdedigingslinies langs de rivieren. Vooral de Hollandse Waterlinie was goed onderhouden. Men verwachtte van de vaderlandslievende Nederlandse bevolking een massale weerstand.

## Strategie
Een aanvalsplan voorzag in een oproer in het katholieke gedeelte van Nederland als aanleiding. Volgens de spionagegegevens woonden er in 1854 ongeveer 1,2 miljoen katholieken en 1,7 miljoen protestanten in Nederland. Vanuit die hoek verwachtte de prins dan ook steun voor zijn aanval. De aanval zou op dezelfde wijze moeten plaatsvinden als die van de Fransen in 1795: een invasie over de Waal gevolgd door een verrassingsaanval op Amsterdam. Onderweg terug (de 'omval') zouden de gevreesde verdedigingslinies bij Utrecht in de rug worden aangevallen. Bij de aanval moest de Nederlandse koning Willem III worden afgezet. De bevolking zou vervolgens oordelen over het lot van de katholieken. Het einddoel was namelijk alle katholieke gebieden tot aan de grote rivieren "onder één kroon te verenigen". Tijdens de aanval zou dan blijken welke provincies zich wel en welke zich niet bij België wilden aansluiten.

## Afvoeren van het plan
Het aanvalsplan is nooit uitgevoerd omdat de toen nog regerende koning Leopold I het te riskant vond. Bovendien bleef steun van Frankrijk uit. Men hoopte immers op Franse inactiviteit of stilzwijgende steun; Pruisen zou dan ook inactief blijven en het Verenigd Koninkrijk had het in die tijd waarschijnlijk te druk met de oorlog met Rusland. Ook Leopolds hoogste diplomaat in Frankrijk, de prins van Chimay, zag weinig heil in het plan en adviseerde tegen. Toen kroonprins Leopold alsnog aan tafel kwam te zitten met een oom van keizer Napoleon III, moet die hem duidelijk hebben gemaakt dat de invasie niet gesteund zou worden door Frankrijk. Historici vermoeden dit enkel, doordat het gesprek niet gedocumenteerd is. Schetsen van aanvalsplannen zijn daarna voorgoed verdwenen.